# Minerais do solo
Os compostos inorgânicos, ou minerais, compõem a maior parte da fase sólida dos solos (exceto nos organossolos). Esses minerais podem ser de dois tipos fundamentais: cristalinos, compostos por átomos arranjados conforme um padrão tridimensional ou periódico, e amorfos, os quais não possuem qualquer arranjo tridimensional dos átomos constituintes.
Nos solos, a classe de minerais mais importante é a dos filossilicatos (argilominerais), os quais possuem o maior impacto sobre suas características físicas e químicas . Esses minerais são classificados em três categorias, de acordo com o número de camadas tetraedrais e octaedrais. As camadas tetraedrais possuem como célula unitária um tetraedro composto por um íon Si+4 coordenando 4 íons O-2. Já nas camadas octaedrais, a célula unitária consiste num íon Al+3 coordenando 6 íons O-2. As categorias são: 1:1, 2:1 e interestratificados.
Dentre os argilominerais 1:1 pode-se citar a caulinita e a haloisita. Os principais representantes dos argilo minerais 2:1 são a esmectita, a vermiculita, a mica e a ilita. Já um mineral interestratificado é aquele que apresenta a combinação de duas ou mais das configurações anteriores.

## Minerais Primários e Secundários
A hodierna ciência oferece a seguinte explicação: "a espessura da crosta terrestre varia de 10 km abaixo do oceano a 30 km abaixo dos continentes. Dos 88 elementos químicos de ocorrência natural na Terra, somente 8 compõem a maior parte da crosta. A crosta e o solos são dominados por silício em combinação com Na, Al, K, Ca, Fe e íons de O. Esses elementos são os componentes dos minerais primários, enquanto que os minerais primários são os componentes das ''rochas parentais''. 
Desse modo, os minerais primários são definidos como os minerais encontrados no solo, porém que não são formados no solo, uma vez que eles são cristalizados no magma. 
Enquanto que, distintamente, os minerais secundários são definidos como os minerais cuja formação ocorre no solo, resultado da cristalização promovida pelo intemperismo sobre os minerais primários."
Alguns representantes dos minerais primários são: quartzo, feldspato, plagioclásio, moscovita, biotita, anfibólio, piroxênio e olivina.
Alguns representantes dos minerais secundários incluem os minerais de argila: ilita, montmorillonita e caulinita.

## Solos do Brasil
Embora a maioria dos solos brasileiros sejam predominantemente cauliníticos, indicando tratar-se de solos bastante intemperizados, alguns estudos    têm constatado a presença simultânea e contraditória de gibbsita, caulinita, interestratificados e argilo minerais 2:1 com polímeros de hidro xi-AL (2:1HE) em solos ácidos e dessaturados.